# Cruceanu
Cruceanu – wieś w Rumunii, w okręgu Gałacz, w gminie Rădești. W 2011 roku liczyła 313 mieszkańców.